# Cerro Quimsachata
Cerro Quimsachata är ett berg i Bolivia.   Det ligger i departementet La Paz, i den västra delen av landet, 500 km nordväst om huvudstaden Sucre. Toppen på Cerro Quimsachata är 4 735 meter över havet, eller 98 meter över den omgivande terrängen. Bredden vid basen är 2,1 km.
Terrängen runt Cerro Quimsachata är huvudsakligen kuperad. Närmaste större samhälle är Guaqui, 17,0 km nordväst om Cerro Quimsachata.
Trakten runt Cerro Quimsachata består i huvudsak av gräsmarker. Runt Cerro Quimsachata är det ganska glesbefolkat, med 26 invånare per kvadratkilometer.